# Salamandrella keyserlingii
Salamandrella keyserlingii är en groddjursart som beskrevs av Benedykt Dybowski 1870. Salamandrella keyserlingii ingår i släktet Salamandrella och familjen vinkelsalamandrar. Inga underarter finns listade i Catalogue of Life.

## Utseende
Kroppens grundfärg varierar mellan mörkbrun, bronsfärgad, olivgrön och gråaktig. Flera exemplar ett mer eller mindre brett och längsgående gulbrunt till silverfärgat band på ryggens topp. Även flera mörka punkter kan förekomma. Det typiska antalet fingrar och tår är fyra med vissa undantag där exemplaren har så lite som två tår eller upp till fem tår. Svansen är lika lång som huvud och bål tillsammans med vissa avvikelser. Exemplar av hankön har ofta en längre svans än honor. Tänderna sitter under plogbenet och raderna är ordnade så att de bildar ett V.

## Utbredning
Arten förekommer i nordöstra Asien. Den västra gränsen av utbredningsområdet sträcker sig från Archangelsk oblast över Nizjnij Novgorod oblast till norra Kazakstan. I syd når arten centrala Mongoliet, de kinesiska provinserna Inre Mongoliet, Heilongjiang, Jilin och Liaoning samt norra Nordkorea. Den norra och västra gränsen ligger ofta flera kilometer från havet. Salamandrella keyserlingii hittas även på Kamtjatka, på Sachalin, på några av Kurilerna samt med små populationer på östra Hokkaido och Kunashiri i Japan. Habitatet utgörs av fuktiga barr- eller blandskogar och av områden med tätare växtlighet längs vattenansamlingar i tundran eller i stäppen. Ibland besöks gräsmarker, jordbruksmark och urbaniserade områden. I norra Uralbergen och västra Sibirien vistas denna salamander ofta i sjöarnas närhet där landskapet kännetecknas av träskmarker med en växtlighet av halvgräs och buskar.

## Ekologi
Fortplantning sker i långsamt flytande vattendrag, i dammar, pölar och diken.
Denna salamander är mycket tålig mot kyla. Den kan överleva när lufttemperaturen är -35 eller -40 °C och den blir aktiv vid temperaturer av cirka +1 °C. Några vuxna individer hittades i permafrosten vid ett djup av upp till 14 meter och de levde efter uppvärmningen. Även äggen tål frost men bara över korta tider.
I södra delar av utbredningsområdet håller arten från september eller oktober till april eller början av maj vinterdvala. Vid norra gränsen av utbredningsområdet kan Salamandrella keyserlingii ligga ¾ delar av året i dvala. För vilan uppsöker arten förmultnande trädstubbar, torrakor, jordhålor eller ställen under trädstammar som ligger på marken. Ofta vilar flera exemplar i samma gömställe. Individer som lever i den tempererade zonen börjar sin fortplantning i mitten av april eller i maj och exemplar i den polara eller subpolara regionen senare i slutet av maj eller juni. I bergstrakter är tiden för parningen beroende av de lokala förhållandena.
Äggen läggs i två höljen som är sammanlänkade genom en slemmig stav. Med hjälp av staven fästas fodralen på föremål i vattnet. I varje hölje finns vanligen 50 till 90 ägg. Äggen kläcks i sydliga trakter efter 15 till 40 dagar respektive i norra regioner efter 12 till 24 dagar. De nykläckta grodynglen är 8 till 10 mm långa.
Artens grodyngel äter fritt simmande ryggradslösa djur som ibland kompletteras med fytoplankton. Vuxna exemplar som hämtar sin föda i vattnet äter lite större ryggradslösa djur. På land äts främst snäckor och leddjur.

## Status
I begränsade områden hotas beståndet av landskapsförändringar som torrläggning av våtmarker eller olika byggaktiviteter. Även vattenföroreningar har negativ påverkan. Salamandrella keyserlingii upptogs därför i den röda listan för hotade arter för olika regioner som olika provinser av östra Ryssland och Kina, som Mongoliet och Japan. I hela utbredningsområdet förekommer flera skyddszoner och hela beståndet anses vara stabilt. IUCN kategoriserar arten globalt som livskraftig.